# Femme d'Apache
Pour plus de détails, voir Fiche technique et Distribution.
Femme d'Apache (Trooper Hook) est un film américain réalisé par Charles Marquis Warren, sorti en 1957.

## Synopsis
Le chef apache Nanchez ordonne le massacre d'une troupe de cavalerie américaine entourée de ses guerriers. Les renforts de cavalerie arrivent et le Sgt. Clovis Hook prend Nanchez et la plupart de ses hommes captifs, bien que quelques-uns s'échappent. Les soldats incendient alors le village apache , rassemblant les femmes et les enfants. Un soldat aperçoit une femme blanche. La femme serre possessivement un petit enfant nommé Quito. Elle est Cora Sutcliff, capturée lors d'un raid quelques années auparavant alors qu'elle voyageait pour rejoindre son mari éleveur, et elle est la mère du fils de Nanchez. Lorsqu'ils atteignent le fort , le sentiment général est antipathique envers la femme, le raisonnement étant que toute femme blanche saine d'esprit à sa place se serait suicidée avant de se laisser « souiller » par un Indien. Seule la femme du commandant exprime sa sympathie, estimant qu'elle a peut-être fait ce que Cora a fait pour survivre.
Hook est chargé d'escorter Cora et son fils jusqu'à son mari. Le lendemain, Cora et Quito l'attendent au magasin général . Un homme insulte Quito et Cora et attrape Quito. Cora frappe l'intimidateur avec une pelle, menaçant de tuer tout homme qui mettrait la main sur son fils, les premiers mots qu'elle a prononcés. Hook arrive et ils partent dans une diligence conduite par M. Trude. À un arrêt, Cora et Quito sont exclus du restaurant de Wilson par son propriétaire, alors Crochet achète des sandwichs au fromage et ils font un pique-nique. Cora lui demande s'il peut comprendre de vouloir tellement vivre que tu supporteras n'importe quelle humiliation. Hook révèle qu'en tant que prisonnier de guerre dans la prison confédérée d'Andersonville , il a fait semblant d'être un chien pendant un mois afin qu'un prisonnier amoureux des chiens, mourant et hallucinant de fièvre, partage ses rations avec lui.
Pendant ce temps, Nanchez s'échappe, rassemble ses braves restants et entreprend de reprendre son fils. La diligence prend et dépose d'autres passagers, dont un jeune cow -boy , Jeff Bennett, que tout le monde appelle simplement "Cowboy". Cowboy est courtois envers Cora et Quito, avant de descendre à San Miguel . Ensuite, la diligence affronte une aristocrate espagnole âgée, Senora Sandoval, et sa petite-fille, Consuela (sic), qui a quitté son couvent pour un mariage arrangé . L'éleveur Charlie Travers, planches, transportant une grosse somme d'argent qu'il a gagnée dans une partie de poker. De retour à San Miguel, Cowboy apprend que Nanchez s'est échappé et est probablement après son fils. Cowboy part à cheval pour rattraper la diligence. Cowboy parvient à passer devant les hommes de Nanchez et avertit Hook. Hook explique à ses compagnons de voyage pourquoi Nanchez les traque. Tous sauf Travers soutiennent la décision de Cora de garder Quito. Alors que Trude conduit la diligence à un rythme effréné, elle heurte un rocher, se renverse et casse une roue. Ils sont obligés de passer la nuit pendant que Trude fait des réparations. Cowboy et Consuela font connaissance et une attirance se développe entre eux.
Au matin, Nanchez fait savoir qu'il attaquera à moins que son fils ne lui soit rendu. Travers offre de l'argent à Cora pour abandonner Quito. Lorsque Cora ne se laisse pas décourager, Travers se faufile pour essayer de soudoyer Nanchez pour épargner le groupe. Nanchez le tue, laissant son argent intact. Entouré, Hook demande à Trude de retenir Cora et oblige Cowboy à tenir un pistolet sur la tête de Quito à la vue de Nanchez, lui ordonnant de tirer si Hook laisse tomber son bras comme signal lors de sa discussion avec Nanchez. Hook dit à Natchez que la vie de son fils sera perdue s'il attaque. Contrecarré, Nanchez ordonne la retraite. La diligence arrive à destination, mais le mari de Cora, Fred, n'est pas là pour la rencontrer. Hook loue un buckboard pour les emmener au ranch de Fred. Quand ils arrivent, Fred indique clairement qu'il est prêt à reprendre Cora, mais pas son fils. Cora décide de partir avec Quito. Fred pointe un fusil sur Crochet, affirmant que Cora lui appartient, mais que lui et Quito peuvent partir. Puis Nanchez et sa bande apparaissent.
Une poursuite s'ensuit. Hook conduit un buckboard déterminé à être élu, tandis que Fred monte à l'arrière, tirant avec son fusil sur les Apaches qui le poursuivent. Fred tue Nanchez, mais est lui-même abattu et tué. Voyant tomber Nanchez, les Apaches abandonnent la chasse et partent. Hook s'arrête assez longtemps pour enterrer Fred au bord de la route. De retour au fort, Hook dit à Cora que son enrôlement est terminé dans quatre mois, si elle l'a. Il glisse ensuite son bras autour d'elle et ils partent au coucher du soleil avec Quito.

## Fiche technique
- Titre : Femme d'Apache
- Titre original : Trooper Hook
- Réalisation : Charles Marquis Warren
- Scénario : David Victor, Martin Berkeley, Herbert Little Jr. et Charles Marquis Warren (non crédité) d'après une histoire de Jack Schaefer
- Production : Sol Baer Fielding
- Société de production : Filmaster Productions et Sol Baer Fielding
- Société de distribution : United Artists
- Musique : Gerald Fried
- Photographie : Ellsworth Fredericks
- Décorateur de plateau : G.W. Berntsen
- Costumes : Vou Lee Giokaris (non crédité) et Robert O'Dell
- Pays d'origine : États-Unis
- Langue : anglais
- Format : Noir et blanc - Son : Mono (Westrex Recording System)
- Genre : Western
- Durée : 81 minutes
- Date de sortie :
  - États-Unis : 12 juillet 1957 New York

## Distribution
- Joel McCrea : Sergent Clovis Hook
- Barbara Stanwyck : Cora Sutliff
- Earl Holliman : Jeff Bennett
- Edward Andrews : Charlie Travers
- John Dehner : Fred Sutliff
- Susan Kohner : Consuela
- Royal Dano : M. Trude
- Celia Lovsky : Señora Sandoval
- Stanley Adams : Heathcliff
- Terry Lawrence : Quito, le fils de Nanchez et Cora
- Rodolfo Acosta : Nanchez, Chef Apache
- Richard Shannon : Ryan
- Sheb Wooley : Townsman
- Jeanne Bates : La fille de Weaver
- Patrick O'Moore : Colonel Adam Weaver